# Grosz

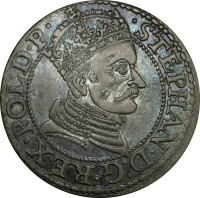
Grosz gdański z 1579 roku z wizerunkiem króla polskiego Stefana Batorego.

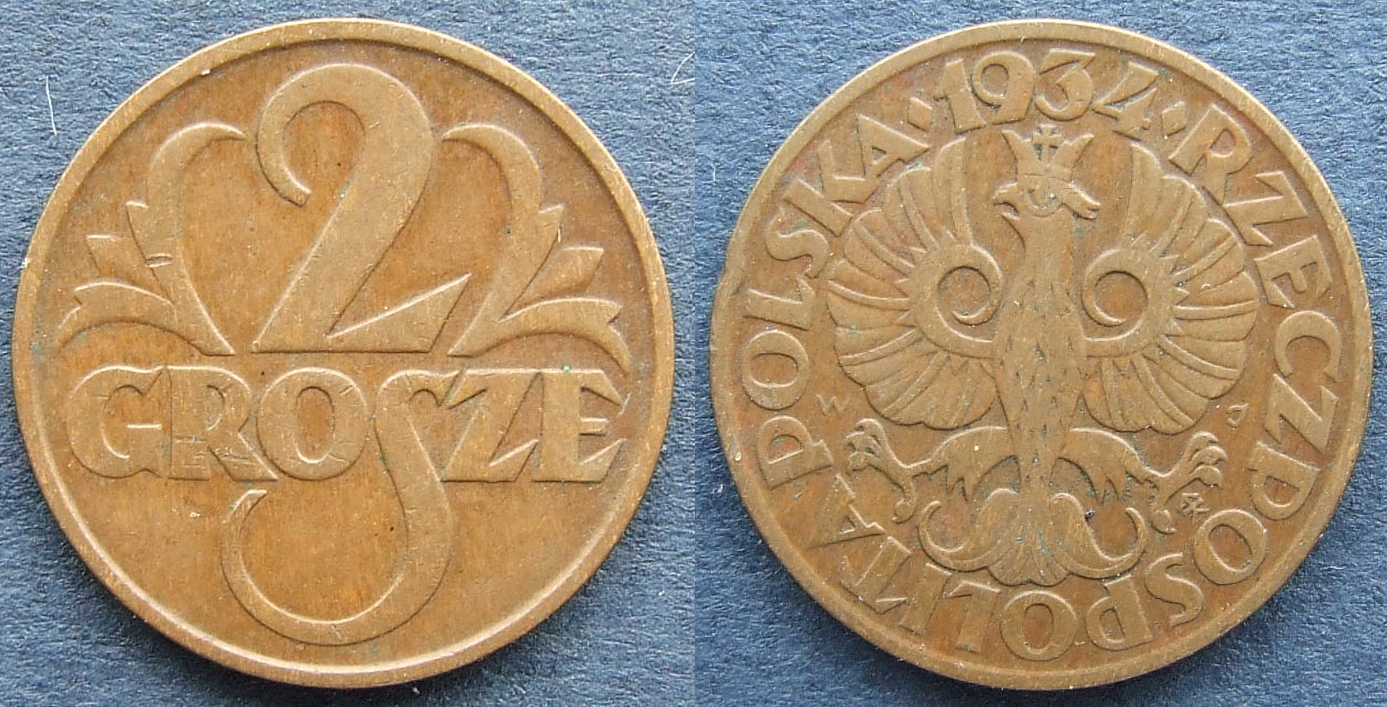
Moneta 2 gr z 1934

Grosz (łac. denarius grossus – gruby denar) – moneta gruba (w stosunku do emitowanych wcześniej denarów).

## Rodzaje i odmiany
- moneta srebrna o wartości kilku lub kilkunastu denarów. Bita w wielu krajach Europy:
  - od 1172 we Włoszech[potrzebny przypis]
  - od 1266 we Francji (grosz turoński o masie 4,2 grama[2])
  - od 1300 w Czechach[2] (grosz praski, używany także w Polsce, początkowo masa ok. 3,7 grama) i w innych krajach zachodniej i środkowej Europy
  - od 1329 na Węgrzech[2]
  - polskie grosze:
    - od ok. 1367 grosze wybijał Kazimierz III Wielki (grosz krakowski o masie 3,2 grama odpowiadał 16 denarom)
    - od reformy z 1396–1397 – 1 grosz = 3 szelągi = 6 trzeciaków = 18 denarów
    - do 1511 bito wyłącznie półgrosze, od 1526 r. – grosze i wielokrotności (najpierw trojaki i szóstaki, następnie – na Litwie – dwojaki i czworaki, od XVII w. również półtoraki)
    - za czasów Zygmunta I grosz miał masę 1,8 grama[potrzebny przypis]
    - od XVI wieku do 1842 r. – 1 grosz polski = 1/30 złotego polskiego
    - w czasach saskich 1 talar = 6 złotych = 24 grosze [potrzebny przypis], również za Stanisława Augusta Poniatowskiego 1 złoty = 4 grosze srebrne (srebrniki)
    - od 1752 grosze polskie bito w miedzi[potrzebny przypis]
    - w zaborze rosyjskim – grosz = ½ kopiejki.
- polska zdawkowa jednostka pieniężna od 1924, 1 grosz = 1/100 złotego
- przed wprowadzeniem euro – zdawkowa jednostka pieniężna Austrii (Groschen) od roku 1924 do 31 grudnia 2001 r., 1 grosz = 1/100 szylinga[2].